# 诺埃尔·特恩布尔
诺埃尔·特恩布尔（英語：Noel Turnbull，1890年12月20日—1970年12月17日），英国男子网球运动员。他曾代表英国参加1920年夏季奥林匹克运动会网球比赛，搭档马克斯·伍斯纳姆获得男子双打金牌。